# Sphyranthera lutescens
Sphyranthera lutescens là một loài thực vật có hoa trong họ Đại kích. Loài này được (Kurz) Pax & K.Hoffm. miêu tả khoa học đầu tiên năm 1931.